# Doença de Fabry
Doença de Fabry, doença de Anderson-Fabry ou deficiência de alfa-galactosidase A é uma doença genética rara associada ao cromossomo X. É causada pela deficiência de uma enzima lisossômica chamada alfa-galactosidase A e afeta entre 1 e 3 de cada 100.000 nascidos vivos.
A Doença de Fabry é hereditária e está ligada ao cromossomo X. Ela se dá quando ocorre uma mutação no gene GLA (Xq22.1.) que é responsável pela produção de uma enzima presente nos lisossomos conhecida como Alfa-Galactosidase A (α-Gal A), gerando sua total ausência ou deficiência.

## Causas

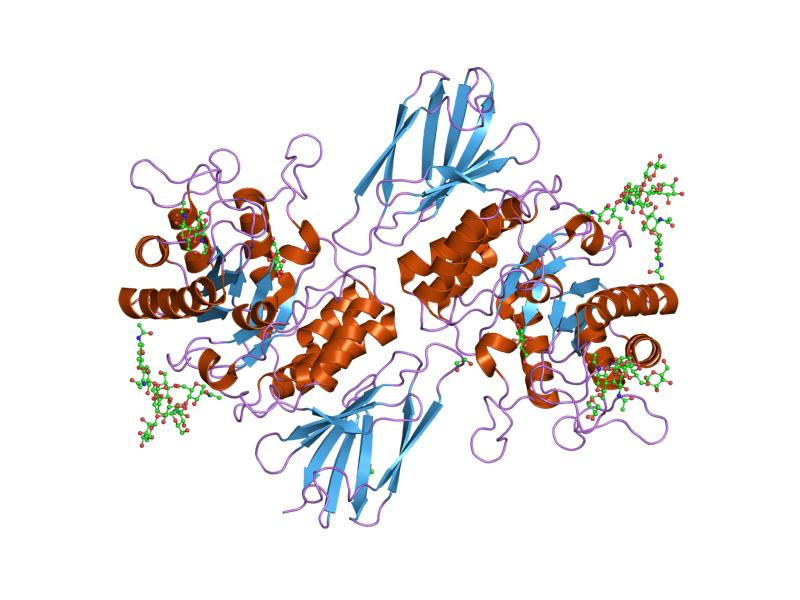
Estrutura da Alfa-Galactosidase humana

É uma doença de depósito lisossômico (DDL) causada pela mutação no gene GLA, responsável pela síntese da enzima α-Gal A (α-galactosidase A), uma enzima normalmente presente no lisossomo. Sem essa enzima ocorre o acúmulo do glicolipídeo Gb3 (globotriaosilceramida).
A deficiência de Alfa-galactosidase A nos lisossomos de pacientes com a doença de Fabry resulta no acúmulo progressivo do glicosfingolipido, globotriaosilceramida (Gb3), nas células de muitos sistemas orgânicos, inclusive nas células epiteliais renais tubulares e glomerulares, células miocardiais e fibrócitos valvulares, neurônios dos gânglios da raiz dorsal e no sistema nervoso autônomo, bem como nas células vasculares endoteliais, periteliais e da musculatura lisa. Isto leva a uma ampla gama de sintomas em muitos órgãos, inclusive coração, rins, cérebro e pele, levando muitas vezes a graves manifestações em um ou mais sistemas e finalmente a morte do paciente.

## Sinais e sintomas
Os sintomas começam na infância, mas geralmente não são diagnosticados devido à apresentação muito inespecífica da doença. São típicas a perda da função das glândulas sudoríparas (anidrose), febre recorrente e parâmetros de inflamação no soro aumentados. Transtornos digestivos (flatulência, diarreia) podem ocorrer. Os olhos apresentam quase sempre um embaçamento da córnea. São descritos como manifestações dermatológicas angioqueratomas.
Através da lesão dos nervos periféricos surgem dolorosas parestesias. Por volta dos 20 anos de idade começa a surgir uma proteinúria (aumento do número de moléculas de proteína na urina) que demonstra a lesão renal cada vez maior. Mais tarde há o comprometimento dos vasos sanguíneos de diversos órgãos, que podem levar à morte através de infarto do miocárdio ou acidente vascular cerebral. Um outro problema é a ocorrência de uma insuficiência renal terminal. Sem tratamentos, a expectativa de vida é reduzida para metade pelas complicações.

## Diagnóstico
A Doença de Fabry por se tratar de um distúrbio raro tem-se pouco conhecimento das manifestações e de sua evolução clínica. Os casos não diagnosticados, ou tardiamente diagnosticados, acarretam a uma condução clínica errônea com uma evolução até mesmo fatal.
Muitos pacientes com a doença de Fabry são diagnosticados incorretamente e geralmente consultam vários especialistas diferentes antes da obtenção do diagnóstico preciso. Em ambos os sexos decorrem cerca de 12 anos entre o início dos sintomas e o estabelecimento do diagnóstico.

## Epidemiologia
Apesar da prevalência de indivíduos diagnosticados com essa doença ser cerca de 1 caso para cada 100.000 nascidos vivos, alguns serviços clínicos, particularmente os nefrologistas, vem diagnosticando com maior frequência, dando a impressão de que a doença possa ter uma maior prevalência, sendo possível assim se tratar de uma doença sub-diagnosticada.
A prevalência estimada da Doença de Fabry é de 1 em 40 mil nascidos vivos. Ainda é considerada uma doença rara e negligenciada, visto que o pequeno número de casos no mundo, aliado a dificuldade na elaboração de um tratamento efetivo, são fatores limitantes para o aumento da pesquisa do tratamento/cura.

## Tratamento
O principal tratamento é a terapia de reposição enzimática, onde repõem-se as enzimas alfa-galactosidade A e beta-galactosidade A a cada 15 dias por via intravenosa. Duas empresas fabricam essa enzima e ambas opções são caríssimas, chegando a US$200,000 anuais por paciente.
O tratamento sintomático, com anti-inflamatórios não esteroides e anticonvulsivantes, causa alívio, mas não reduz o avanço da doença. Em casos de insuficiência orgânica avançada são recomendados os transplantes de rins e fígado.
Estão em pesquisas duas formas de tratamento: as chaperonas e a terapia gênica que se mostram promissoras formas de tratamento para a doença.

## Prognóstico
A doença de Fabry é de natureza progressiva. Além disso, a apresentação clínica é heterogênea, com o histórico natural da doença variando significativamente entre os pacientes.
Na ausência de tratamento, a expectativa de vida geralmente é reduzida em 20 anos em pessoas do sexo masculino e em 15 anos nos indivíduos do sexo feminino, com a morte usualmente devido a falência renal, doença cardíaca ou acidente vascular cerebral. Com tratamento a expectativa de vida com doença de Fabry é de 58,2 anos para homens, comparada com 74,7 anos na população geral masculina, e de 75,4 anos para mulheres, em comparação com 80,0 anos na população geral feminina, segundo dados registrados entre 2001 a 2008.

## História
Os primeiros pacientes com doença de Fabry foram descritos em 1898 pelo dermatologista alemão, Johannes Fabry e o dermatologista inglês William Anderson, de forma independente.